# Alexander van Oudenaarden

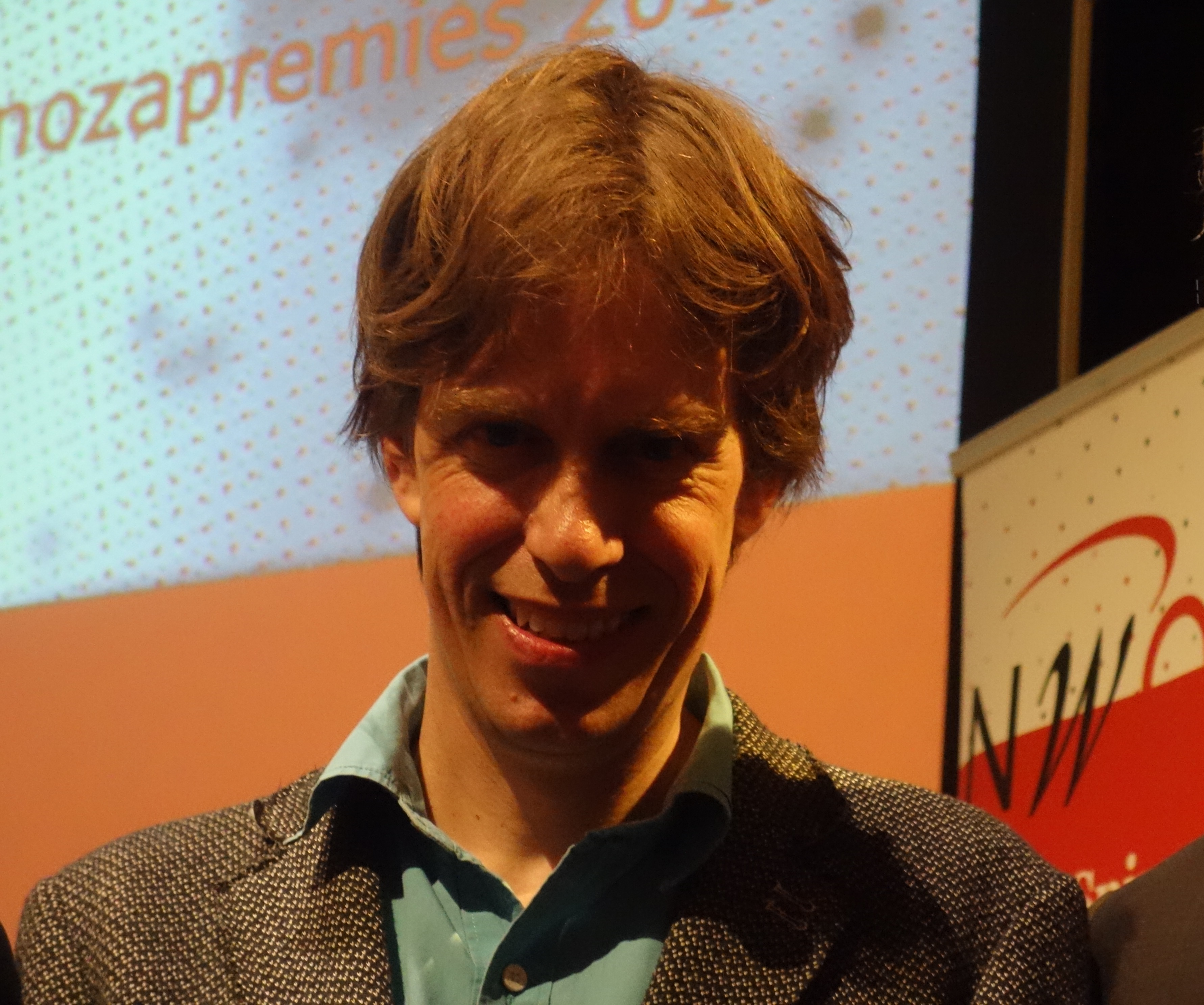
Alexander van Oudenaarden (2017)

Alexander van Oudenaarden (* 19. März 1970 in Zuidland) ist ein niederländischer Systembiologe und Biophysiker.
Van Oudenaarden studierte an der TU Delft mit dem Diplomabschluss als Ingenieur (Materialwissenschaften) und Physiker (1993) und wurde 1998 in experimenteller Festkörperphysik promoviert (Quantum vortices and quantum interference effects in circuits of small tunnel junctions). Als Post-Doktorand war er an der Stanford University als Biochemiker und Biophysiker. 2000 wurde er Assistant Professor und später Professor am Massachusetts Institute of Technology. 2012 wurde er Direktor des Hubrecht Institute der Niederländischen Akademie der Wissenschaften und Professor  für quantitative Biologie der Genregulation an der Universität Utrecht.
Er befasste sich mit der Dynamik von Actin und Stochastizität und Rauschen in Gen-Netzwerken und bei der Genexpression, und er untersucht mit interdisziplinären Methoden (quantitative Lichtmikroskopie, Gensequenzierung u. a.) wie Zellen robuste "Entscheidungen" vor dem Hintergrund von stochastischen Fluktuationen in der Genexpression treffen.
2017 erhielt er den Spinoza-Preis und wurde in die European Molecular Biology Organization gewählt. 2012 und 2017 erhielt er einen ERC Advanced Grant. 2014 wurde er Mitglied der Niederländischen Akademie der Wissenschaften und 2015 der  Koninklijke Hollandsche Maatschappij der Wetenschappen. Er erhielt einen NSF Career Award und war Sloan Fellow und Guggenheim Fellow. 2022 wurde van Oudenaarden in die American Academy of Arts and Sciences gewählt. 

## Schriften (Auswahl)
- mit M. Thattai: Intrinsic noise in gene regulatory networks, Proc. Nat. Acad. Sci. USA, Band 98, 2001, S. 8614
- mit E. Ozbudak, M. Thattai, I. Kurtser, A.D. Grossman: Regulation of noise in the expression of a single gene, Nature Genetics, Band 31, 2002, S. 69
- mit E. M. Ozbudak, M. thattai, H. N. Lim, B. I. Shraiman: Multistability in the lactose utilization network of Escherichia coli, Nature, Band 427, 2004, S. 737.-740
- mit J. M. Pedraza: Noise propagation in gene networks, Science, Band 307, 2005, S. 1965–1969
- mit M. Acar, A. Becskei: Enhancement of cellular memory by reducing stochastic transitions, Nature, Band 435, 2005, S. 228
- mit H.N. Lim: A multistep epigenetic switch enables the stable inheritance of DNA methylation states, Nature Genetics, Band 39, 2007, S. 269–275
- mit J.R. Chabot, J.M. Pedraza, P. Luitel: Stochastic gene expression out-of-steady-state in the cyanobacterial circadian clock, Nature, Band 450, 2007, S. 1249–1252
- mit A. Raj: Nature, nurture, or chance: stochastic gene expression and its consequences, Cell, Band 135, 2008, S. 216–226
- mit A. Raj, P. Van Den Bogaard, S. A. Rifkin, S. Tyagi: Imaging individual mRNA molecules using multiple singly labeled probes, Nature methods, Band  5, 2008, S. 877
- mit M. Acar, J.T. Mettetal: Stochastic switching as a survival strategy in fluctuating environments, Nature Genetics, Band 40, 2008, S. 471–475
- mit S. Mukherji: Synthetic biology: Understanding biological design from synthetic circuits, Nature Review Genetics, Band 10, 2009, S. 859–871
- mit A. M. Khalil, John Rinn u. a.: Many human large intergenic noncoding RNAs associate with chromatin-modifying complexes and affect gene expression, Proc. Nat. Acad. Sci., Band 106, 2009, S. 11667–11672
- mit G. Balázsi, J.J. Collins: Cellular decision-making and biological noise: from microbes to mammals, Cell, Band 144, 2011, S. 910–925
- mit G. Neuert, B. Munsky, R. Z. Tan, L. Teytelman, M. Khammash: Systematic identification of signal-activated stochastic gene regulation, Science, Band 339, 2013, S. 584–587